# Тогодь
Тогодь — деревня в Холмском районе Новгородской области, административный центр Тогодского сельского поселения.

## География
Площадь земель относящихся к деревне — 23 га. В деревне есть четыре улицы: Восточная, Молодёжная, Центральная и Школьная.
Деревня расположена, на реке Большой Тудер у административной границы с Тверской областью, на высоте 108 м над уровнем моря, к западу от деревни Екатеринино, что входит в Аксёновское сельское поселение (Тверская область).

## История
В средневековье Тогодь относилась к Ратновскому стану Холмского погоста Деревской пятины Новгородской земли. Датой первого упоминания Тогоди в писцовых книгах принято считать 1497 год. В писцовой книге Холмского уезда Деревской пятины за 1629 год в Ратновском стане за помещиками Иваном и Митрофаном Ивановыми-Коведяевыми числились в числе прочих сельцо Тогодь, деревня Другая Тогодь, деревня Дощерево и три пустоши Тогодь и другие пустоши.
До августа 1927 года деревни Тогодь Большое и Тогодь Малое в составе Холмского уезда Псковской губернии, а затем с 1 августа в составе Каменского сельсовета новообразованного Холмского района Великолукского округа Ленинградской области. В 1928 году население деревни Тогодь Большое — 206 человек. С ноября 1928 года деревни в составе вновь созданного Жирянского сельсовета Холмского района. По постановлению Президиума ВЦИК от 3 июня 1929 года Великолукский округ и Холмский район в том числе был передан из Ленинградской области во вновь образованную Западную область с центром в Смоленске. По постановлению ЦИК и СНК СССР от 23 июля 1930 года Великолукский округ был упразднён, а район перешёл в прямое подчинение облисполкому Западной области. В январе 1935 года Холмский район включили в состав Калининской области. В 1941-1944 гг. район был оккупирован немецко-фашистскими войсками. Указом Президиума Верховного Совета РСФСР от 5 июля 1944 года Холмский район был перечислен в состав Новгородской области, а затем Указом Президиума Верховного Совета РСФСР от 22 августа 1944 года Холмский район вошёл в состав новообразованной Великолукской области. Указом Президиума Верховного Совета РСФСР от 2 октября 1957 года Великолукская область была упразднена, а Холмский район был передан в состав Псковской области, после чего Указом Президиума Верховного Совета РСФСР от 29 июля 1958 года Холмский район был передан в состав Новгородской области. Деревня Тогодь на этот момент входила в состав Каменского сельсовета Холмского района.
Во время неудавшейся всесоюзной реформы по делению на сельские и промышленные районы и парторганизации, в соответствии с решениями ноябрьского (1962 года) пленума ЦК КПСС «о перестройке партийного руководства народным хозяйством» с 10 декабря 1962 года был образован крупный Холмский сельский район, а 1 февраля 1963 года административный Холмский район был упразднён. Каменский сельсовет тогда вошёл в состав Холмского сельского района. Пленум ЦК КПСС, состоявшийся 16 ноября 1964 года восстановил прежний принцип партийного руководства народным хозяйством, после чего Указом Верховного Совета РСФСР от 12 января 1965 года сельские районы были преобразованы вновь в административные районы и решением Новгородского облисполкома № 6 от 14 января 1965 года и Каменский сельсовет и деревня в Холмском районе.
Решением Новгородского облисполкома № 300 от 25 августа 1983 года центр Аполецкого сельсовета из деревни Аполец был перенесён в деревню Тогодь переданную из Каменского сельсовета. По результатам муниципальной реформы деревня — административный центр муниципального образования — Тогодское сельское поселение Холмского муниципального района (местное самоуправление), по административно-территориальному устройству подчинена администрации Тогодского сельского поселения Холмского района.

## Население
| 2010 |
| ---- |
| 157  |

## Инфраструктура
В деревне есть основная школа, сельский дом культуры, фельдшерско-акушерский пункт и отделение почтовой связи Старорусского почтамта УФПС Новгородской области ФГУП «Почта России».

## Достопримечательности
В Тогоди расположен объект культурного наследия — усадьба Дощерёва и парк (памятник садово-паркового искусства XVIII века).